# Konzentrationsstörung
Der Begriff Konzentrationsstörung, auch  Konzentrationsschwäche, bezeichnet eine Schwäche oder Beeinträchtigung der Fähigkeit, seine Konzentration (Gedanken) z. B. auf eine Tätigkeit gerichtet zu halten. Störende Nebengedanken können nicht ausgeblendet werden. Konzentrationsstörungen können bei Überforderung, Ermüdung, exzessivem Kaffeegenuss, aufwühlenden Erlebnissen, Schizophrenien, Manie, Hirnkrankheiten, Intoxikationen vorkommen.
Der Begriff wird in der Medizin, der Pädagogik und auf psychotherapeutischem  und psychiatrischem Gebiet als Symptombeschreibung verwendet.
Funktionelle Gedächtnis- und Konzentrationsstörungen (FGK) werden als funktionelle Störung bei Menschen definiert, die zwar psychisch beeinträchtigt sind, aber nicht die Kriterien einer psychiatrischen Erkrankung erfüllen. Auslöser sind eher in einem Leiden als in einer Krankheit zu sehen, wie zwischenmenschliche Konflikte, Überarbeitung, überzogene Leistungserwartungen, u. a.
Das medizinische Wörterbuch Pschyrembel definiert Konzentrationsstörung als „Verminderte Fähigkeit, die Aufmerksamkeit ausdauernd auf ein Thema, eine Tätigkeit oder einen bestimmten Gegenstand bzw. Erlebnisinhalt auszurichten, u. a. mit der Folge erhöhter Ablenkbarkeit.“
Ab welchem Ausmaß der Beschwerden von einer Konzentrationsstörung (im pathologischen Sinne) gesprochen werden muss, ist nicht näher definiert.
Konzentrationsstörungen können organische, psychosomatische oder neurologische Ursachen haben und sind in unterschiedlicher Stärke zu beobachten.